# Будянське лісництво
Будя́нське лісництво — структурний підрозділ Смілянського лісового господарства Черкаського обласного управління лісового та мисливського господарства.
Офіс знаходиться у с. Мале Старосілля, Смілянський район, Черкаська область.

## Лісовий фонд
Лісництво охоплює ліси Смілянського району на площі 4637,5 га.

## Об'єкти природно-заповідного фонду
У віданні лісництва перебувають об'єкти природно-заповідного фонду:
- ботанічна пам'ятка природи місцевого значення Насадження бука.